# 対馬初音
対馬 初音（つしま はつね、本名・對馬 初音(読み同じ)、1963年2月23日 - ）は、日本の児童文学研究者、図書館司書。

## 来歴
東京都渋谷区で生まれる。父は、社会学者湯沢雍彦。母はストーリーテラーや児童文学翻訳家の湯沢朱実。4人の子供がいる。
学校図書館活用、学校読書推進活用、読み聞かせ、ブックトーク、ストーリーテリングなどについて、年間100本以上の研修会の講師を勤める。

## 著書
- 『小学校での読み聞かせガイドブック―朝の15分のために』プランニング遊、2012年
- 『小学生のうちに読みたい物語  ~学校司書が選んだブックガイド~』少年写真新聞社、2018年